# Vanishing Waves
Vanishing Waves o Aurora è un film del 2012 diretto da Kristina Buožytė.
La regista ha scritto la sceneggiatura della pellicola di fantascienza con Bruno Samper, accreditato anche come creative director e autore dello stile visivo del film.
Il film ha vinto il Méliès d'oro 2012 per il miglior film fantastico europeo. Al 2013 è inedito in italiano.

## Trama
Lukas, uno scienziato, partecipa ad un esperimento che gli permette di entrare nella testa di un paziente in coma sconosciuto. All'inizio distingue solo un'esplosione di suoni e immagini, poi percepisce una donna sconosciuta. Ad ogni nuova "connessione" scopre qualcosa di più su questa donna, fino a quando finisce per innamorarsene perdutamente.

## Produzione
Gli effetti visivi del film sono stati realizzati dalle società OKTA (Lituania), Cyberpunk VFX (Lettonia), Alchemy24 (Canada) e 3-D Trix (Finlandia), con post-produzione di La Planete Rouge (Francia).

## Riconoscimenti
- 2012 - Méliès d'oro